# Damernas diskus vid världsmästerskapen i friidrott 2022
Damernas diskus vid världsmästerskapen i friidrott 2022 avgjordes mellan den 18 och 20 juli 2022 på Hayward Field i Eugene i USA.
Kinesiska Feng Bin tog guld efter ett kast på personbästat 69,12 meter. Silvret togs av kroatiska Sandra Perković och bronset togs av amerikanska Valarie Allman.

## Rekord
Innan tävlingens start fanns följande rekord:
| Rekord                                         | Idrottare                | Distans | Plats                       | Datum           |
| ---------------------------------------------- | ------------------------ | ------- | --------------------------- | --------------- |
| Världsrekord                                   | Gabriele Reinsch (GDR)   | 76,80 m | Neubrandenburg, Östtyskland | 9 juli 1988     |
| Mästerskapsrekord                              | Martina Hellmann (GDR)   | 71,62 m | Rom, Italien                | 31 augusti 1987 |
| Världsårsbästa                                 | Valarie Allman (USA)     | 71,46 m | San Diego, USA              | 8 april 2022    |
| Afrikanskt rekord                              | Elizna Naudé (RSA)       | 64,87 m | Stellenbosch, Sydafrika     | 2 mars 2007     |
| Asiatiskt rekord                               | Xiao Yanling (CHN)       | 71,68 m | Peking, Kina                | 14 mars 1992    |
| Nord-, centralamerikanskt och karibiskt rekord | Valarie Allman (USA)     | 71,46 m | San Diego, USA              | 8 april 2022    |
| Sydamerikanskt rekord                          | Andressa de Morais (BRA) | 65,34 m | Leiria, Portugal            | 26 juni 2019    |
| Europeiskt rekord                              | Gabriele Reinsch (GDR)   | 76,80 m | Neubrandenburg, Östtyskland | 9 juli 1988     |
| Oceaniskt rekord                               | Dani Stevens (AUS)       | 69,64 m | London, Storbritannien      | 13 augusti 2017 |

## Program
Alla tider är lokal tid (UTC−7).
| Datum   | Tid   | Omgång |
| ------- | ----- | ------ |
| 18 juli | 17:10 | Kval   |
| 20 juli | 18:30 | Final  |

## Resultat

### Kval
Kvalregler: Kast på minst 64,00 meter 0Q0 eller de 12 friidrottare med längst kast 0q0 gick vidare till finalen.
| Placering | Grupp | Namn                      | Nationalitet   | Omgång  | Omgång  | Omgång  | Distans | Noteringar |
| Placering | Grupp | Namn                      | Nationalitet   | 1       | 2       | 3       | Distans | Noteringar |
| --------- | ----- | ------------------------- | -------------- | ------- | ------- | ------- | ------- | ---------- |
| 1         | A     | Valarie Allman            | USA            | x       | x       | 68,36 m | 68,36 m | 0Q0        |
| 2         | B     | Jorinde van Klinken       | Nederländerna  | 62,15 m | x       | 65,66 m | 65,66 m | 0Q0, 0SB0  |
| 3         | B     | Yaimé Pérez               | Kuba           | 60,77 m | 65,32 m |         | 65,32 m | 0Q0, 0SB0  |
| 4         | B     | Claudine Vita             | Tyskland       | 62,13 m | 64,98 m |         | 64,98 m | 0Q0, 0SB0  |
| 5         | A     | Shanice Craft             | Tyskland       | x       | 64,55 m |         | 64,55 m | 0Q0        |
| 6         | B     | Kristin Pudenz            | Tyskland       | 63,55 m | 64,39 m |         | 64,39 m | 0Q0        |
| 7         | B     | Sandra Perković           | Kroatien       | 64,23 m |         |         | 64,23 m | 0Q0        |
| 8         | A     | Feng Bin                  | Kina           | 64,01 m |         |         | 64,01 m | 0Q0        |
| 9         | A     | Laulauga Tausaga          | USA            | x       | 62,85 m | x       | 62,85 m | 0q0        |
| 10        | A     | Marija Tolj               | Kroatien       | 61,46 m | x       | x       | 61,46 m | 0q0        |
| 11        | A     | Liliana Cá                | Portugal       | x       | 61,41 m | 61,01 m | 61,41 m | 0q0        |
| 12        | B     | Melina Robert-Michon      | Frankrike      | 59,89 m | 61,21 m | x       | 61,21 m | 0q0        |
| 13        | B     | Alexandra Emilianov       | Moldavien      | 60,67 m | x       | x       | 60,67 m | 0SB0       |
| 14        | B     | Fernanda Martins          | Brasilien      | 58,18 m | 60,08 m | 58,43 m | 60,08 m |            |
| 15        | B     | Izabela da Silva          | Brasilien      | 55,28 m | 59,78 m | 57,29 m | 59,78 m |            |
| 16        | A     | Silinda Oneisi Morales    | Kuba           | 58,73 m | 55,55 m | 54,07 m | 58,73 m |            |
| 17        | B     | Veronica Fraley           | USA            | 55,98 m | 51,72 m | 58,32 m | 58,32 m |            |
| 18        | A     | Jade Lally                | Storbritannien | 58,21 m | 55,85 m | x       | 58,21 m |            |
| 19        | A     | Chrysoula Anagnostopoulou | Grekland       | 58,15 m | 56,04 m | 57,61 m | 58,15 m |            |
| 20        | A     | Andressa de Morais        | Brasilien      | 55,68 m | 58,11 m | 56,79 m | 58,11 m |            |
| 21        | A     | Chioma Onyekwere          | Nigeria        | x       | 57,87 m | x       | 57,87 m |            |
| 22        | B     | Karen Gallardo            | Chile          | 54,78 m | 57,78 m | x       | 57,78 m |            |
| 23        | B     | Irina Rodrigues           | Portugal       | 56,79 m | 54,89 m | 57,69 m | 57,69 m |            |
| 24        | B     | Rachel Dincoff            | USA            | 57,38 m | x       | 57,62 m | 57,62 m |            |
| 25        | A     | Ieva Zarankaitė           | Litauen        | 57,39 m | 57,31 m | 57,57 m | 57,57 m |            |
| 26        | A     | Salla Sipponen            | Finland        | x       | 57,16 m | 56,04 m | 57,16 m |            |
| 27        | B     | Samantha Hall             | Jamaica        | x       | 56,95 m | 56,99 m | 56,99 m |            |
| 28        | A     | Daisy Osakue              | Italien        | 56,74 m | x       | x       | 56,74 m |            |
| 29        | B     | Lisa Brix Pedersen        | Danmark        | x       | 54,60 m | 56,54 m | 56,54 m |            |
| 30        | A     | Trinity Tutti             | Kanada         | x       | x       | 54,36 m | 54,36 m |            |

### Final
Finalen startade den 20 juli klockan 18:33.
| Placering | Namn                 | Nationalitet  | Omgång  | Omgång  | Omgång  | Omgång  | Omgång  | Omgång  | Distans | Noteringar |
| Placering | Namn                 | Nationalitet  | 1       | 2       | 3       | 4       | 5       | 6       | Distans | Noteringar |
| --------- | -------------------- | ------------- | ------- | ------- | ------- | ------- | ------- | ------- | ------- | ---------- |
| 1         | Feng Bin             | Kina          | 69,12 m | x       | 66,89 m | 65,88 m | 65,60 m | 64,62 m | 69,12 m | 0PB0       |
| 2         | Sandra Perković      | Kroatien      | 67,74 m | 68,45 m | x       | 67,74 m | 66,59 m | 65,57 m | 68,45 m | 0SB0       |
| 3         | Valarie Allman       | USA           | 67,62 m | 66,47 m | 68,30 m | 68,05 m | x       | 51,41 m | 68,30 m |            |
| 4         | Jorinde van Klinken  | Nederländerna | x       | 62,41 m | 64,00 m | 60,68 m | 64,97 m | x       | 64,97 m |            |
| 5         | Claudine Vita        | Tyskland      | 59,87 m | 64,24 m | 62,09 m | x       | 62,60 m | 61,86 m | 64,24 m |            |
| 6         | Liliana Cá           | Portugal      | 53,24 m | 63,64 m | x       | 63,99 m | 61,99 m | x       | 63,99 m | 0SB0       |
| 7         | Yaimé Pérez          | Kuba          | x       | 62,36 m | 61,32 m | 63,07 m | 62,94 m | 62,36 m | 63,07 m |            |
| 8         | Marija Tolj          | Kroatien      | x       | 63,07 m | 62,35 m | 61,70 m | 60,61 m | 61,82 m | 63,07 m |            |
| 9         | Shanice Craft        | Tyskland      | 61,23 m | x       | 62,35 m |         |         |         | 62,35 m |            |
| 10        | Melina Robert-Michon | Frankrike     | 53,46 m | 60,36 m | 59,98 m |         |         |         | 60,36 m |            |
| 11        | Kristin Pudenz       | Tyskland      | x       | 59,97 m | x       |         |         |         | 59,97 m |            |
| 12        | Laulauga Tausaga     | USA           | 56,47 m | 55,93 m | x       |         |         |         | 56,47 m |            |